# بايرون ميتشيل
بايرون ميتشيل (بالإنجليزية: Byron Mitchell)‏ (19 سبتمبر 1972 بلونغ بيتش في الولايات المتحدة - ) هو لاعب كرة قدم أمريكي في مركز الدفاع. لعب مع فيرجينيا بيتش مارينرز وHarrisburg Heat (1991–2003) ‏ وSalem City FC ‏ وBuffalo Blizzard ‏ وCincinnati Silverbacks ‏ وCleveland Crunch ‏ وأتلانتا سيلفرباكس وSt. Louis Ambush (1992–2000) ‏.

## وصلات خارجية
- بايرون ميتشيل على موقع قاعدة بيانات كرة القدم.إي يو (الإنجليزية)